# Игњатије Ломски
Игњатије Ломски (ум. 1591. у Ломској испосници, на чијем је месту сада село Спас-Лом) - православни светитељ. 
Православна црква га помиње 23. маја (по јулијанском календару)  (Ростовски сабор) и 28. децембра. 

## Биографија
Његово Житије наводи да су „монаси Игњатије и Јоаким дошли на место где се сада налази манастир“, али се не зна одакле. Игњатије је основао скит града Ломска, а Јоаким је отишао даље: „код реке Сара пређе из тог манастира у једно поље, и стаде да живи... и близу тога манастира изнад реке Даровице на обали ризница. тече вода из земље... иду у ту ризницу по здравље, умију се том водом и пију“. Име једног од села, Јакимово, мештани су у 19. веку повезивали са Јоакимом - према легенди, на путу уз реку Даровицу оставио је плетене ципеле, а путници су му остављали хлеб.
Житије светог Игњатија сачувано је у одељку 1. половине 18. века (РНБ. Колоб. бр. 643), у „Опису руских светитеља” („Град вологдских светитеља”) и у „Опису светих руских” Прича о руским чудотворцима.” Житије, служба и Евлогије светитеља вероватно су састављени почетком 60-их година 17. века, у годинама управљања пустињом од стране неимара Јована Неронова.
Умро је 1591. године. Свете мошти његове почивају у цркви Вјадожске пустиње.